# Mittelhausen (Allstedt)
Mittelhausen è un ex comune tedesco di 590 abitanti, situato nel Land della Sassonia-Anhalt. Dal 1º gennaio 2010 Mittelhausen, insieme ai comuni di Beyernaumburg, Emseloh, Holdenstedt, Liedersdorf, Niederröblingen, Nienstedt, Pölsfeld, Sotterhausen e Wolferstedt, è stato incorporato come frazione nella città di Allstedt.